# Nattai nationalpark
Nattai nationalpark är en nationalpark i Australien. Den ligger i delstaten New South Wales, i den sydöstra delen av landet, omkring 81 kilometer sydväst om delstatshuvudstaden Sydney.
Närmaste större samhälle är Tahmoor, omkring 17 kilometer öster om Nattai nationalpark.
I omgivningarna runt Nattai nationalpark växer i huvudsak städsegrön lövskog. Runt Nattai nationalpark är det glesbefolkat, med 15 invånare per kvadratkilometer. Genomsnittlig årsnederbörd är 1 166 millimeter. Den regnigaste månaden är februari, med i genomsnitt 216 mm nederbörd, och den torraste är juli, med 35 mm nederbörd.